# Brytyjskie Wyspy Dziewicze na Letnich Igrzyskach Olimpijskich 2012
Brytyjskie Wyspy Dziewicze na Letnich Igrzyskach Olimpijskich 2012, które odbyły się w Londynie, reprezentowało 2 zawodników.
Był to ósmy start reprezentacji Brytyjskich Wysp Dziewiczych na letnich igrzyskach olimpijskich.

## Reprezentanci

### Lekkoatletyka
Mężczyźni
| Zawodnik         | Konkurencja | Preeliminacje | Preeliminacje | Eliminacje | Eliminacje | Półfinał | Półfinał | Finał | Finał   |
| Zawodnik         | Konkurencja | Wynik         | Miejsce       | Wynik      | Miejsce    | Wynik    | Miejsce  | Wynik | Miejsce |
| ---------------- | ----------- | ------------- | ------------- | ---------- | ---------- | -------- | -------- | ----- | ------- |
| J'maal Alexander | 100 m       | 10,92         | 16.           | NQ         | NQ         | NQ       | NQ       | NQ    | NQ      |

Kobiety
| Zawodniczka      | Konkurencja | Preeliminacje | Preeliminacje | Eliminacje | Eliminacje | Półfinał | Półfinał | Finał | Finał   |    |
| Zawodniczka      | Konkurencja | Wynik         | Miejsce       | Wynik      | Miejsce    | Wynik    | Miejsce  | Wynik | Miejsce |    |
| ---------------- | ----------- | ------------- | ------------- | ---------- | ---------- | -------- | -------- | ----- | ------- | -- |
| Tahesia Harrigan | 100 m       | BYE           | BYE           | 11,59      | 44.        | NQ       | NQ       | NQ    | NQ      | NQ |